# Alfred von Arneth
Alfred von Arneth (født 10. juli 1819 i Wien, død 30. juli 1897 sammesteds) var en østrigsk historieskriver. Han var søn af Joseph von Arneth
von Arneth blev tidlig ansat i det kejserlige statsarkiv, hvis direktør han blev 1868; i politikken deltog han blandt andet som medlem af Frankfurt-parlamentet 1848—49 og blev 1869 medlem af det østrigske herrehus. Hans ideal som politiker var i sin tid Tysklands enhed under ledelse af det østerrigske kejserhus, og som historiker har han også med forkærlighed syslet med Østrigs storhedstid i 18. århundrede. Hans første hovedværk omhandlede Prins Eugen von Savoyen (1858—59, 3 bind); derefter skrev han en bredt anlagt skildring: Geschichte Maria Theresias (1863—79, 10 bind). Ligesom disse arbejder helt igennem støtter sig på arkivstudier af den mest omfattende natur, har von Arneth også indlagt sig stor fortjeneste ved at offentliggøre en række vigtige brevsamlinger, især Marie Antoinettes og Josef II's.